# Benedetto Varchi
Benedetto Varchi, född den 19 mars 1503 i Florens, död där den 18 december 1565, var en italiensk historiker.
Varchi skrev på uppdrag av Cosimo I sin födelsestads historia för den växlingsrika perioden 1527–1538 (Storia Fiorentina, 15 böcker; tryckt 1721, flera upplagor). I dialogerna Ercolano (1570, flera upplagor) försvarade Varchi italienska språkets toskanska härkomst och sökte tolka andemeningen i Dantes Commedia divina. Han skrev dessutom sonetter, pastoraler med mera.